# Valens (psykologi)
Valens är i psykologin en term för känsloinställningen till ett stimuli, huruvida känslan riktar sig mot stimulit (positiv valens) eller bort från det (negativ valens). Känslan leder som regel till ett motsvarande beteende.
Valens brukar ställas i kontrast till arousal, som betyder graden av upphetsning inför ett stimuli. Positiv valens med hög arousal innebär sålunda att vara mycket entusiastisk, attraherad, beundrande, begeistrad, motiverad, exalterad, euforisk eller kärleksfull inför stimulit, medan positiv valens med låg arousal ger måttlig förnöjsamhet, glädje, intresse och tillfredsställelse, upplevelser av trevlighet. Negativ valens med hög arousal betecknar däremot skräck, panik, sorg, aversion, vrede, hat och avsky, och negativ valens med låg arousal innebär att känna irritation, distraktion, nedstämdhet, bli på dåligt humör och ogilla stimulit. Stimuli som vare sig väcker valens eller arousal, är man likgiltig inför.
Valensen styrs neurologiskt av orbitofrontala cortex och av dopaminaktiviteten i mesolimbiska systemet.